# Hester Bateman
Pour les articles homonymes, voir Bateman.
Hester Bateman, baptisée en 1708 et morte le 16 septembre 1794, est une orfèvre anglaise. Elle dirige avec succès son entreprise familiale pendant trente ans après la mort de son mari. Ses fils, sa belle-fille, son petit-fils et son arrière-petit-fils lui succède à leur tour et l'entreprise d'orfèvrerie de la famille Bateman perdure jusqu'au milieu du XIXe siècle. 

## Biographie

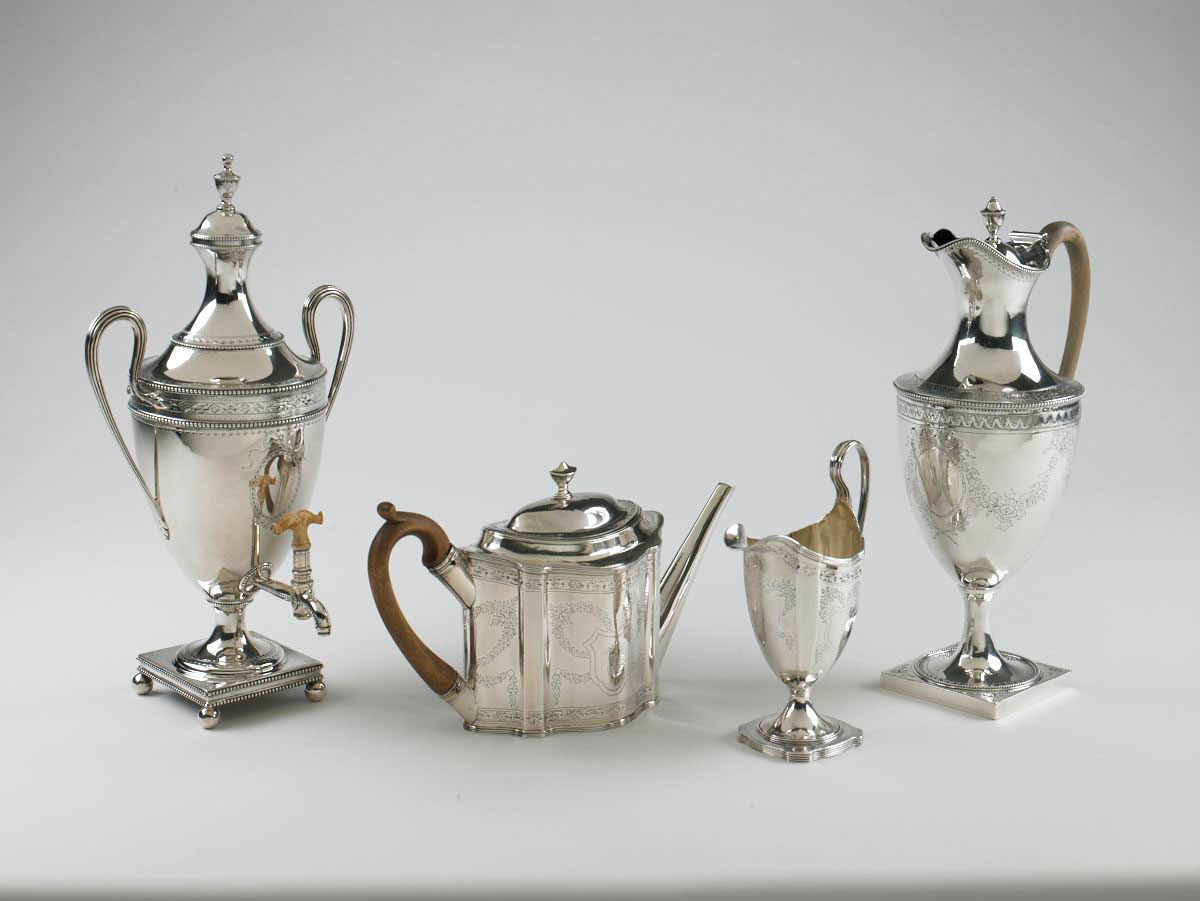
Exemples du travail de la famille Bateman au Birmingham Museum of Art.

Hester Neden ou Needham, baptisée le 7 octobre 1708 à Londres, est la fille de John Neden ou Needham. Le 20 mai 1732, elle épouse un fabricant de chaîne en or et tréfileur appelé John Bateman. Au cours de leur mariage, elle donne naissance à six enfants : John Joseph (Joss), Letitia, Ann, Peter, William et Jonathan. John Bateman meurt de la tuberculose en 1760, laissant ses outils à sa femme dans son testament. Elle reprend l'entreprise familiale et enregistra sa première marque de parrainage au Goldsmith's Hall en 1761, simplement "HB" par écrit. À partir de la fin des années 1770, Bateman n’est guère connue, probablement parce qu’elle fournit des pièces à d’autres orfèvres qui ont par la suite été surimprimés avec leurs marques. 
Après 1774 environ, Hester Bateman travaille à la création de l'entreprise au 107 Bunhill Row, Londres avec ses fils Jonathan (1747-1791) et Peter (1740-1825). Ils utilisent les dernières technologies pour produire leurs argenterie le moins cher possible et concurrencer d'autres entreprises utilisant Sheffield Plate. Ils utilisent une fine feuille d'argent et des machines pour le frapper et le percer. La famille se spécialise dans l’argenterie ménagère de style néo-classique et étend sa gamme à de nombreux produits tels que des boîtes à thé, des pichets, des plateaux, des salières, des étiquettes de vin, des plateaux et des encriers. Leur travail se caractérise par une gravure brillante, des perles sur les bords et des perçages,. 
Hester Bateman prend retraite en 1790 et ses fils lui succède. Elle meurt le 16 septembre 1794 à son domicile situé au 107 Bunhill Row et est inhumée à St Luke's, Old Street, Londres,.

## Héritage
L'entreprise créée et dirigée pendant trente ans par Hester Bateman est reprise par ses fils Peter et Jonathan. Ils enregistrent un poinçon avec leurs initiales ("PB" sur "IB") en décembre 1790, mais Jonathan meurt en avril 1791. La veuve de Jonathan, Ann-Olympe (Dowling) (1748-1813), entre avec son beau-frère Peter ("PB" sur "AB") dans l'entreprise et y travaille jusqu'en 1805.
Peter Bateman prend sa retraite en 1815 et transmet l'entreprise à son neveu William (1774-1850), fils de Jonathan et d'Ann Bateman. Son fils, aussi appelé William Bateman, prend la relève en 1839 jusqu'en 1843, date à laquelle l'entreprise familiale Bateman ferme ses portes. L’argenterie Bateman continue d’être populaire et Hester Bateman est considérée comme l’une des meilleurs orfèvres anglaises,.